# Necropsya
 (juillet 2018).
Necropsya est un groupe de thrash metal péruvien. Il est formé en 1989 par Gustavo Bermúdez (chant, guitare rythmique) et César Morán (basse).

## Biographie
Après quelques séances de répétition et des changements de formation, le groupe décide finalement d'enregistrer sa première démo en 1993, intitulée Slaves of the Magic. Cette démo attire immédiatement l'attention de la presse spécialisée et reçoit de bonnes critiques dans les fanzines tels que Heavy Rock, Metaliko, Iron Page, et Metal Hammer.
Pendant ce temps, ils partagent la scène avec d'autres groupes sud-américains de renom tels que Masacre (Colombie), Torturer (Chili), et de nombreux autres groupes bien connus de la scène metal péruvienne. En 1995, le groupe se sépare à cause de divergences personnelles ; quelques années plus tard, en 2001, César Morán rencontre Gustavo Bermúdez, et décident ensemble de réarmer le groupe, puis recrutent Jaime García (ex-Mortem) et Manuel Rodríguez (ex-Mortala) pour faire partie de la nouvelle formation et jouer à quelques concerts avec Anal Vomit, Mortem, et Ritual, entre autres. Ils reviennent concrètement sur scène en 2002.
Après la bonne réception du public, ils sont choisis pour jouer avec les groupes Destruction et Kreator à leur tournée Hell Comes to South America. L'année suivante, Slaves of the Magic est réédité. En 2004, Necropsya est signé au label français Legion of Death Records, et sort un split 7" avec le groupe Epilepsia, intitulé When Metal Legions from Strange Lands.
En 2008, ils sortent leur premier album, intitulé Devastated by Time qui les amène en tournée dans différentes villes du Pérou. En 2009, Jaime García et Manuel Rodriguez quittent le groupe, et sont remplacés par Paul Pinto à la batterie (qui avait enregistré la première démo de la batterie) et Walter (Crucifaia) de Costa à la guitare
En 2010, ils sortent leur deuxième album, intitulé Made with Evil, qui reçoit toutes les éloges des critiques spécialisés. Cette même année, ils sont sélectionnés pour jouer en soutien à Metallica pendant un concert à Lima dans le cadre du World Magnetic Tour. Un nouvel album, Towards Insanity est publié en 2013. La même année, Slaves of the Magic est de nouveau réédité.
En 2017), ils jouent avec Arequipa, Transmetal, Fosa Común, et Cobra.

## Membres
- Gustavo Bermúdez - guitare rythmique, chant
- César Morán - basse, chœurs
- Walter Costa - guitare solo
- Paul Pinto - batterie

## Discographie
- 1993 : Slaves of the Magic (démo)
- 2008 : Devastated by Time
- 2010 : Made with Evil
- 2013 : Toward Insanity